# St. Nicholas Abbey Heritage Railway
| |                     |                            |                            |
| Streckenverlauf |                     |                            |                            |
| Streckenlänge: | 1,5 km              |                            |                            |
| Spurweite: | 762 mm (Schmalspur) |                            |                            |
| |                     |                            |                            |
| \| \| \| \| \| \| \| \| \| \| \| \| \| Bahnhof St. Nicholas Abbey \| \| \| \| \| \| \| \| \| \| Ehemaliger Steinbruch \| \| \| \| \| Bahnhof Cherry Tree Hill \| \| \| \| \| Drehscheibe \| \| |                     |                            |                            |
| Strecke von links · Strecke quer · Strecke von rechts |                     |                            |                            |
| Strecke · Strecke |                     |                            |                            |
| Bahnhof · Strecke |                     | Bahnhof St. Nicholas Abbey | Bahnhof St. Nicholas Abbey |
| Strecke nach links · Strecke quer · Abzweig geradeaus, nach rechts und von rechts |                     |                            |                            |
| |                     | Ehemaliger Steinbruch      |                            |
| Bahnhof |                     | Bahnhof Cherry Tree Hill   | Bahnhof Cherry Tree Hill   |
| |                     | Drehscheibe                |                            |

Die St. Nicholas Abbey Heritage Railway (SNAHR) ist eine am 21. Januar 2019 eröffnete 1,5 km lange, Museums-Schmalspurbahn mit einer Spurweite von 2 Fuß 6 Zoll (762 mm) bei der St Nicholas Abbey auf der Insel  Barbados.

## Geschichte

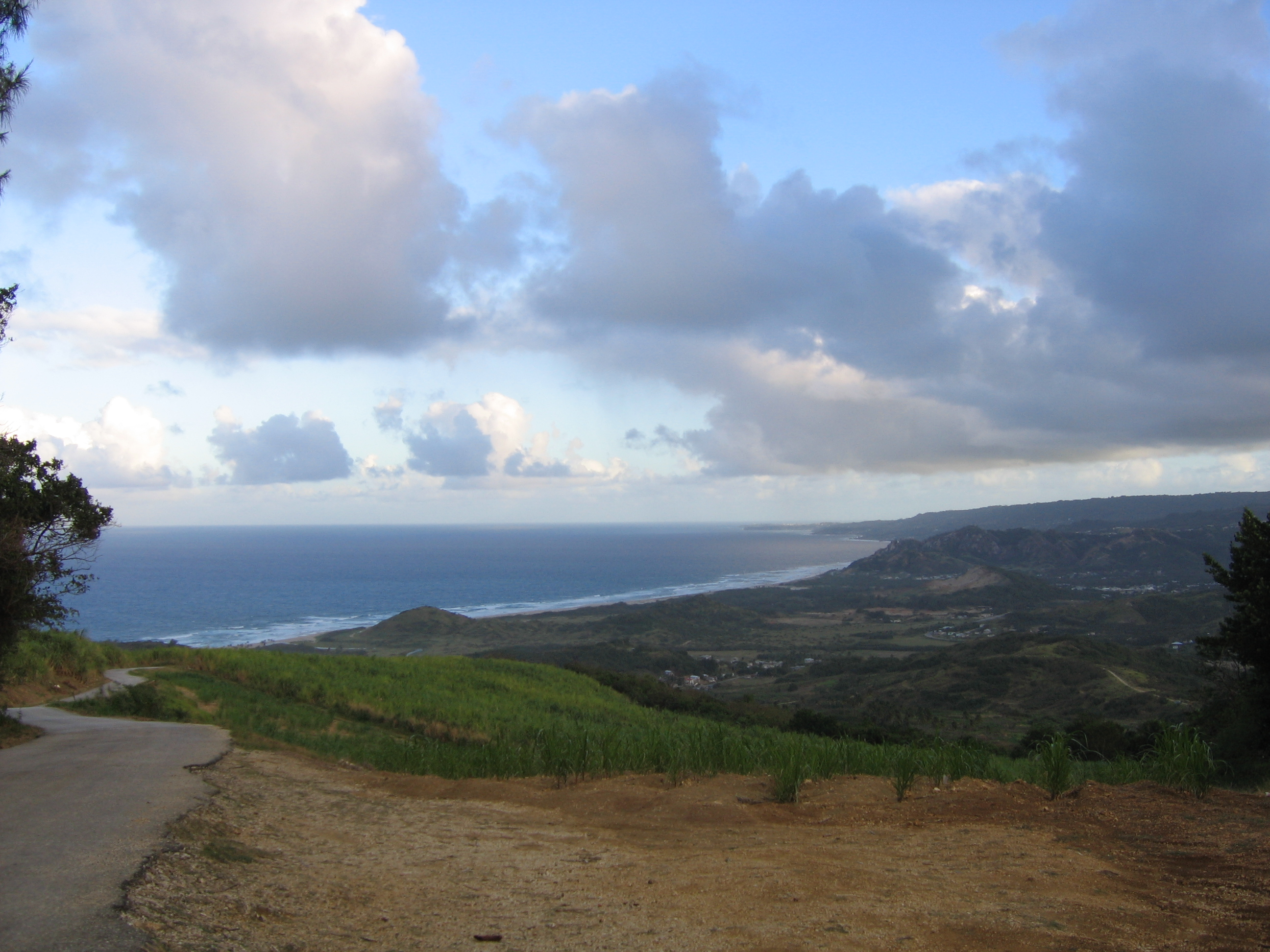
Aussichtspunkt bei der Endstation Cherry Tree Hill

Die Schmalspurbahn hat dieselbe Spurweite wie die Barbados Railway, die von 1883 bis 1937 betrieben wurde. Die Strecke führt in einer Schleife um einen Teich an der St Nicholas Abbey herum und nimmt dann die Steigung zum Aussichtspunkt Cherry Tree Hill. Sie überwindet dabei eine Höhendifferenz von ungefähr 40 Metern. Die Bahn soll Einheimischen und Touristen insbesondere Kreuzfahrttouristen eine einschließlich Zwischenhalten dreiviertelstündige Bahnreise durch die abwechslungsreiche Landschaft von Barbados ermöglichen. Das Konzept ist sowohl für meist ältere Eisenbahnenthusiasten ausgelegt als auch für Familien mit Kindern. Am Ende der Strecke wird die Lokomotive auf einer manuell bedienten Drehscheibe gedreht, bevor die Rückfahrt angetreten wird. Dabei können daran interessierte Fahrgäste helfen.
Die Strecke wurde am 21. Januar 2019 eröffnet und für den fahrplanmäßigen Personenverkehr in Betrieb genommen.
Das Projekt wurde mit einem Budget von 2 Mio. Barbados-Dollar (1 Mio. US-Dollar, 0,86 Mio. €) realisiert und vom Eigentümer der Abbey, dem Architekten Larry Warren, finanziert. Die Bahn schuf bis zu 15 neue Arbeitsplätze, für die 700 Bewerbungen eingereicht wurden.

## Schienenfahrzeuge
Die meisten Züge werden von einer der beiden historischen Dampflokomotiven gezogen.
Die Mallet-Damplokomotive Nr. 5 wurde 1914 bei Arnold Jung in Deutschland gebaut und war danach bei der Ceper Baru Sugar Mill in Zentraljava, Indonesien im Einsatz. Von dort wurde sie an Graham Lee bei der Statfold Barn Railway verkauft. Nach einer Generalüberholung wurde die Lokomotive am 7. Februar 2019 nach Barbados geliefert. Sie wird morgens mit Kohle angeheizt und tagsüber mit Holz befeuert.
Die zweiachsige Dampflokomotive Nr. 6 wurde von den Ateliers de la Meuse vermutlich als Nr. 3242 von 1926 gebaut. Sie wurde ursprünglich für den leichten Rangierbetrieb auf dem Werksbahnnetz der SA Hoboken in Antwerpen, Belgien, eingesetzt. Die Lokomotive wurde nach ihrer aktiven Dienstzeit von der Welshpool and Llanfair Light Railway erworben und später an die Statfold Barn Railway weiterverkauft. Von dort wurde sie an die St. Nicholas Abbey Heritage Railway verkauft und 2020 nach Barbados exportiert.
Außerdem stehen die von der britischen Firma Hudswell Clarke gebauten, historischen Diesellokomotiven Badger und deren Schwesterklok zur Verfügung, sowie für Streckenbauarbeiten eine kleinere Simplex-Diesellok. Für den Personenverkehr werden drei rollstuhltaugliche offene Personenwagen eingesetzt. In diesen kann über eine Lautsprecheranlage ein mehrsprachiger Kommentar abgespielt werden.

### Lokomotiven
| Nr. | Werks-Nr. | Baujahr | Name    | Foto                                                                      | Hersteller      | Achsfolge und Antrieb   | Anmerkungen                                                                                          |
| --- | --------- | ------- | ------- | ------------------------------------------------------------------------- | --------------- | ----------------------- | --- |
| 5   | 2279      | 1914    | Tjepper | Dampflokomotive Tjepper vor der Generalüberholung                         | Jung            | 0-4-4-0T Mallet. Dampf  | Betriebsfähig.                                                                                       |
| 6   | 3242      | 1929    | Winston | St Nicholas Abbey Heritage Railway (Barbados), La Meuse Lokomotive Nr. 6. | La Meuse        | 0-4-0T Dampf            | Ursprünglich bei SA Hoboken in Antwerpen, Belgien. Später bei Statfold Barn Railway. Betriebsbereit. |
| 49  | D1418     | 1971    | Badger  | St Nicholas Abbey Heritage Railway (Barbados), Hudswell locomotive No 49. | Hudswell Clarke | 0-6-0 Diesel-mechanisch | Ursprünglich Shotton Steelworks. Später Statfold Barn Railway. Betriebsfähig.                        |
| 50  | D1419     | 1971    |         | St Nicholas Abbey Heritage Railway (Barbados), Hudswell locomotive No 50. | Hudswell Clarke | 0-6-0 Diesel-mechanisch | Ursprünglich Shotton Steelworks. Später Statfold Barn Railway. Betriebsfähig.                        |
|     | 40SD503   | 1974    |         |                                                                           | Simplex         | 4wDM Diesel-mechanisch  | Ehemals Severn Trent Sewage Works in Minworth. Betriebsfähig.                                        |